# Пластоцианиновое семейство медьсвязывающих белков
Пластоцианиновое/азуриновое семейство медьсвязывающих белков (или домен голубых белков первого типа) — семейство маленьких белков способных связывать один атом меди и характеризуемых сильным поглощением с пиком в области 600 нм, благодаря чему в восстановленном состоянии обычно окрашены в ярко-голубой цвет (см. медьсодержащие белки). Самые известные из членов этого класса белков — растительные пластоцианины, маленькие водорастворимые белки хлоропластов, переносящие электрон с цитохрома f, и состоящие в дальнем родстве с бактериальными белками азуринами, которые обмениваются электронами с цитохромом c551. В это же семейство включают белок амицианин из таких бактерий как Methylobacterium extorquens или Paracoccus versutus (Thiobacillus versutus), способных расти на метиламине; аурацианины A и B из Chloroflexus aurantiacus; голубой медьсодержащий протеин из Alcaligenes faecalis; купредоксин из очистков Cucumis sativus (огурца); кузацианин (основный голубой белок) из огурца; галоцианин, мембраносвязанный белок из Natronomonas pharaonis (Natronobacterium pharaonis), псевдоазурин из Pseudomonas; рустицианин из Thiobacillus ferrooxidans; стеллацианин из Rhus vernicifera (японское лаковое дерево); умецианин из корней Armoracia rusticana (хрен); и аллерген Ra3 из амброзии. Этот содержащийся в пыльце белок эволюционно близок перечисленным выше полипептидам, но по-видимому потерял способность связывать медь. Хотя в первичной структуре всех этих белков наблюдается заметное расхождение, участок связывания меди остаётся крайне консервативным.